# Polybe
Pour les articles homonymes, voir Polybe (homonymie).
Œuvres principales
Histoires
Polybe (en grec ancien Πολύϐιος / Polúbios), né vers 200 av. J.-C. à Mégalopolis en Arcadie et mort vers 120 av. J.-C., est un hipparque, homme d'État, théoricien politique et l'un des historiens de la Grèce antique les plus réputés. Il est l'auteur des Histoires qui narrent principalement l'expansion de Rome.
Issu d'une famille de haut rang, formé à la politique et à la guerre dès son plus jeune âge dans l'entourage de son père Lycortas, l'un des dirigeant de la ligue achéenne au moment décisif de la Troisième guerre de Macédoine, il connait les bouleversements du monde grec face à la montée en puissance de Rome. Après la bataille de Pydna en -168, ses responsabilités passées dans la Ligue achéenne et son attachement à la neutralité lui valurent d'être envoyé comme otage à Rome à la suite de la défaite de Persée, dernier roi de Macédoine. Intégré au cercle des Scipions, précepteur personnel de Scipion Émilien, il participe personnellement à la destruction de Carthage et à la prise de Numance. Sur le plan politique, il joue un rôle important dans l'intégration de la Grèce centrale à la République romaine après la victoire romaine sur la Ligue achéenne en -146.
Son œuvre d'historien retrace l'ascension de Rome, qu'il admire pour sa constitution mixte et son régime mêlant, selon lui, monarchie avec les consuls, oligarchie avec le Sénat, et démocratie avec les comices et les tribuns, notamment entre les années -264 et -146, moment critique qui voit la cité italienne devenir puissance méditerranéenne dominante, puis véritable empire territorial.

## Biographie

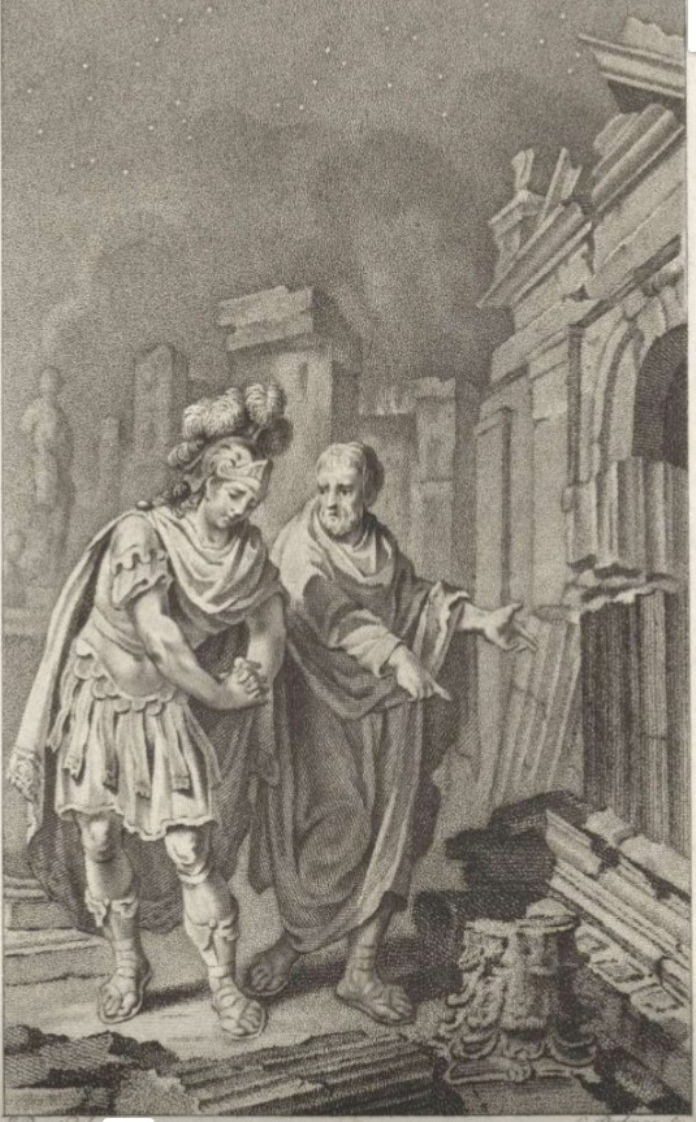
Polybe en compagnie de Scipion Émilien devant les ruines de Carthage (gravure de la fin du XVIIIe siècle).

### Jeunesse et formation
Issu d’une grande famille arcadienne, le jeune Polybe reçoit une solide éducation militaire. Il est né à la fin du IIIe siècle av. J.-C. dans un monde grec divisé entre confédérations de cités, royaumes hellénistiques et montée en puissance de Rome face à Carthage. Il passe sa jeunesse auprès de Philopœmène, illustre général grec qui le forme dans l'art de la guerre. Il participe assez sûrement à l'expédition menée contre les Galates et contre Antiochos III entre 190 et 188 av. J.-C., ce qui plaide pour faire remonter la date de sa naissance vers 208 av. J.-C. À son retour, il est précipité dans les conflits internes au monde grec et dans les tensions entre la Ligue achéenne et Sparte concernant le rapport à entretenir avec Rome : les Grecs sont alors divisés en deux principaux partis : la soumission ou la résistance à l’ingérence romaine, l'un prônant la fidélité et l'amitié avec Rome comme seule capable de garantir la liberté et l'autonomie des cités, l'autre la résistance à l’ingérence dans les affaires grecques. En effet, depuis les années 210 av. J.-C., Rome est constamment mêlée aux affaires de la Grèce des ligues de cités et à celles des royaumes hellénistiques de l’Orient méditerranéen. Les rois de Macédoine mènent régulièrement des guerres contre Rome, ce fut le cas de Philippe V de Macédoine, vaincu par Titus Quinctius Flamininus en 197 av. J.-C. à la bataille de Cynoscéphales. C’est aussi le cas de Persée, roi de Macédoine contemporain de Polybe, qui déclenche l’ultime guerre de Macédoine.

### Meneur de la Ligue achéenne
Dans le sillage de son père, Lycortas, dont il était censé prendre la suite, Polybe est un des meneurs de la Ligue achéenne. En tant qu’hipparque, il est au commandement de la cavalerie de la Ligue durant l'année 170-169 av. J.-C. et participe aux négociations diplomatiques en cours avec la Macédoine, Rome et le royaume de Pergame. Polybe est alors dans une position délicate : officiellement, la Ligue achéenne est alliée de Rome, pas de la Macédoine. Officieusement, la Ligue achéenne soutient Persée contre Rome dont les intérêts dans le Péloponnèse sont considérables.
Toujours est-il que les armées grecques sont balayées lors de la défaite du roi Persée face à Paul Émile, lors d'une bataille à Pydna (-168). Bien qu'il ait été partisan de maintenir la neutralité des Achéens entre Rome et la Macédoine, Polybe et d'autres Achéens se retrouvent en position suspecte face aux autorités romaines et accusés par les partisans des Romains en Achaïe, en particulier Lykiscos et Callicratès. Deux responsables romains sont envoyés en Achaïe, C. Claudius Pulcher et Cn. Domitius Ahenobarbus. Ils exigent d'abord la mise à mort des partisans de Persée avant de décider l'arrestation de tous les suspects et leur envoi à Rome pour y être jugés. Mille Achéens — dont Polybe — sont alors envoyés à Rome (-167) et déportés en Italie dans divers municipes. Leur jugement n'eut jamais lieu, malgré la demande d'une ambassade achéenne, Rome préférant les garder comme otages. Polybe ne recouvra sa liberté que 17 ans plus tard, après avoir servi auprès de la prestigieuse famille des Scipions à Rome ; à cette date, seuls trois cents des otages étaient encore vivants.

### Précepteur des Scipions à Rome
En arrivant à Rome, il bénéficie rapidement de l’amitié de Scipion Émilien et de son père adoptif Paul Émile Scipion, le général vainqueur de Persée. Il est d’ailleurs autorisé à rester à Rome et n’est pas contraint à la résidence surveillée en Italie comme nombre de ses compatriotes. Son exil dura 17 ans, de 167 à 150 av. J.-C.
Polybe fréquente à Rome la plus haute société romaine, connaît et fréquente les hommes politiques les plus importants de son temps, à l’instar de Caton l’Ancien, ou Scipion Émilien, qui fut son ami et aussi son élève et disciple dans ses jeunes années. Il observa assidûment le fonctionnement de la constitution politique romaine qu’il décrit dans le livre VI de ses histoires. Il assista à la toute première naissance des luttes entre les conservateurs et les réformateurs, qui furent le prélude aux guerres civiles et aux conflits sanglants de l’époque des Gracques. Il assiste de fait à la genèse de la dégradation du régime sénatorial.
Son séjour en Italie lui permet de faire une étude approfondie de la politique et de l'état militaire des Romains (il livre, dans ses Histoires, la description des « castra romana »). Il peut voir le fonctionnement du régime politique de la République de l'intérieur et est séduit par l'organisation politique des Romains. C’est donc à Rome et de ce fait que Polybe conçoit le projet des Histoires. La documentation de Polybe est inestimable : il combine son expérience politique personnelle, ses souvenirs, les témoignages de ses contemporains, parfois âgés, qu’il a recueillis. Pendant son exil, il voyage dans toute l’Italie, dans les Alpes, en Gaule du sud et il découvre l’Espagne. Ces voyages lui permirent de développer un intérêt réel pour la géographie de l’Occident : il est le premier auteur ancien à faire une description de la Péninsule Ibérique qu’il visite deux fois avec son ami Scipion Émilien : en -151 pendant la guerre contre les Celtibères, puis en -133 lors du siège de Numance.

### Libération et carrière administrative
Polybe est autorisé à retourner en Grèce en 150 av. J.-C., mais revient très vite auprès de Scipion Émilien pour assister au siège de Carthage entre 149 et 146 av. J.-C. : Polybe est en effet un fin connaisseur de poliorcétique et fut d’une aide précieuse pour les Romains. Il parcourt à cette occasion les côtes d’Afrique du Nord. Il revient en Grèce en -146, pour assister à la destruction de Corinthe par le consul Lucius Mummius Achaicus. À la suite de cette révolte réprimée durement et grâce à ses relations, Polybe est chargé de faire respecter les volontés romaines dans la politique grecque. Polybe réussit l’exploit de se concilier la reconnaissance des Grecs, en faveur desquels il réussit plus d'une fois à adoucir le vainqueur, et la satisfaction des Romains. Il est à l'origine du nouveau statut de la région, celui de province romaine, après la dissolution de la Ligue achéenne. De nombreuses cités lui rendirent des honneurs, comme en témoignent les inscriptions honorifiques et les statues qui lui sont offertes par ses compatriotes. Il retourne à Rome pour rendre compte de son travail en -144, fait probablement un voyage en Égypte. En -133, il est appelé par Scipion Émilien pour assister au siège de Numance, auquel il participe. On ne trouve après cette date plus aucune trace de lui. Il meurt vraisemblablement vers -120 à près de 82 ans, tombant de cheval au retour d’une campagne militaire, quelque temps après avoir appris la mort de son meilleur ami Scipion Émilien survenue en -129.
Son parcours personnel, qui préside largement à son projet historique, est donc la somme incalculable de ces témoignages recueillis au cours de sa vie, au cœur d’une période cruciale de l’histoire de Rome, celle qui consacre sa puissance méditerranéenne et internationale, mais aussi le point de départ du basculement politique qui précipite la République dans les guerres civiles.

### Rédaction desHistoires
La dernière partie de sa vie est ainsi consacrée à la rédaction de sa grande œuvre, les Histoires, en quarante livres où il mène de front l'histoire de Rome et celle des États contemporains tels les monarchies lagide, séleucide et attalide (pergaménienne). Seuls les cinq premiers livres de cette œuvre sont parvenus jusqu'à nous, mais on possède aussi des fragments assez considérables des autres, notamment le livre VI. Dans cet ouvrage, il veut montrer comment et pourquoi les nations civilisées du monde sont tombées sous la domination de Rome.

## Œuvres

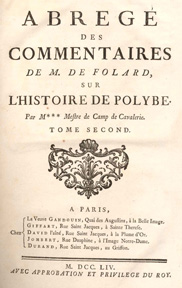
Frontispice de l’Abrégé des Commentaires de M. de Folard sur l'histoire de Polybe, 1754.

### Œuvres mineures ou perdues
Outre un Éloge de Philopœmen en trois livres, servant probablement de livre d'exemple du bon commandement pour son élève Scipion Émilien, Polybe a aussi écrit un Traité de tactique, mentionné par Arrien et par Elien le Tacticien. Il recommande dans ce traité que le chef de guerre soit versé et connaisseur de l’astronomie et de la géométrie entre autres. Son traité de tactique s’intéresse probablement aussi aux qualités techniques et morales du chef : solution de terrain, poliorcétique, gestion de l’action. Le manuel contient probablement des conseils de siège importants, faisant le pendant à l’approche défensive d’Énée le Tacticien. C’est d’ailleurs certainement pour cette connaissance fine de l'art du siège que Polybe est requis pour les travaux relatifs à la prise de Carthage et de Numance. On lui connaît aussi un Traité sur les régions équatoriales et un écrit intitulé Guerre de Numance (qui aurait été rédigé entre -133 et -126), tous perdus.

### LesHistoires
Polybe est surtout connu pour avoir écrit les Histoires (Ἱστορίαι / Historíai), le pluriel de ce titre signifiant qu'il s'agit d'une histoire générale ; seuls cinq volumes sur les quarante d’origine nous sont parvenus dans leur totalité ; le reste ne subsiste qu'à l'état de fragments, souvent étendus. Les livres I à XXIX (l'expansion romaine entre 264 et 168 av. J.-C.) ont été écrits à Rome pendant l'exil de l'auteur, entre -167 et -150. Les livres XXX à XL (les troubles entre -168 et -146) furent écrits en Grèce après -146. On pense qu'il a consacré les 20 dernières années de sa vie à son œuvre littéraire.

#### Plan desHistoires
- Trois préfaces sont placées en tête des livres I, II et IV, tandis que le début du livre III (appelé προέκθεσις / proékthésis) est un sommaire de l'œuvre entière.
- Les livres I et II constituent la προκατασκευή / prokataskeuè, un résumé des évènements survenus entre 264 et 220 av. J.-C. (première guerre punique, première guerre d'Illyrie, histoire de la Confédération achéenne jusqu'à la guerre de Cléomène).
- Les livres III, IV et V retracent l'histoire de la 140e Olympiade (-220 à -216), en particulier le début de la deuxième guerre punique et l'histoire du monde hellénistique jusqu'à la bataille de Raphia.
- Le livre VI est un exposé de la constitution romaine.
- Ensuite, en moyenne, chaque livre traite les événements de deux années en suivant un ordre géographique fixe : les évènements d'Occident puis ceux d'Orient.
- Le livre XII est un véritable traité de critique historique où Polybe, en critiquant la méthode de Timée de Tauroménion, expose sa propre conception de l'investigation historique.
- Le livre XXXIV était un exposé géographique où Polybe décrivait la Gaule, l'Espagne et l'Afrique, toutes parties de la Méditerranée occidentale qu'il avait visitées.
- Le livre XL était une sorte de table des matières où Polybe récapitulait son ouvrage.

Il ne raconte pas successivement les différents conflits mais il adopte une perspective synchronique: les guerres sont toutes liées entre elles et rapporte, pour chaque années les événements survenus simultanément sur les différents théâtres d'opérations.

#### Sujet et but desHistoires
Le but de l’œuvre de Polybe est explicite et est exposé dans le livre I : « connaître comment et grâce à quel genre de constitution presque toutes les parties de la terre sont passées en moins de 53 ans sous la domination des Romains [ du début de la deuxième guerre punique à la fin de la troisième guerre de macédoine]» ; en un mot, Polybe veut faire l’histoire de la conquête romaine de la Méditerranée. Cet instant historique de conquête, Polybe s’y intéresse surtout car il le vit et le voit de ses yeux et car il y est mêlé personnellement. Il a cherché à comprendre objectivement et structurellement l’histoire de Rome et de son système, en se détachant d’une Histoire qui ne serait qu’une collection d’histoires locales. Il se propose en fait de fournir au lecteur une économie générale des événements historiques. Il cherche à unir les histoires séparées, particulières, de chaque peuple et de chaque pays pour les réunir dans une histoire générale, un peu comme les affluents convergeraient dans un grand fleuve. Pour Polybe, la première guerre punique permet de tisser un réseau entre Italie et Afrique, la deuxième guerre punique permet de tisser le réseau entre Espagne, Italie, Afrique et Grèce ; les guerres de Macédoine tissent l’union historique entre Rome, la Macédoine et l’Orient, ces entrelacements formant progressivement l’histoire universelle.
Pour Polybe, chaque événement impliquant Rome est un tremplin pour le suivant : après avoir vaincu les Étrusques, les Samnites, Pyrrhus, les Romains sortent d’Italie vers la Sicile, puis après la guerre contre Carthage, regardent vers la Grèce et l’Asie mineure, puis l’Afrique, l’Espagne, puis l’Orient. En bref, selon Polybe, la conquête romaine fonctionne selon un mouvement centrifuge, connaissant une accélération progressive, mais n’obéissant pas à un plan préconçu, ni à un impérialisme élaboré a priori.
Polybe a compris avec une grande lucidité que depuis la deuxième guerre punique et l'alliance de Philippe V et d'Hannibal, l'histoire ne pouvait plus consister en un catalogue d’événements partiels, mais s'inscrivait dans le cadre d'un processus cohérent qu'il qualifie lui-même d'« organique », processus tendant à une fin unique, le triomphe de la puissance de Rome ; cette expansion romaine exigeait une explication. Les Histoires ont donc pour ambition de raconter « comment et par quel mode de gouvernement presque tout le monde habité, conquis en moins de 53 ans, est passé sous une seule autorité, celle de Rome » (livre I). Polybe cherche la clé de la supériorité romaine et la grande question à laquelle il essaye de répondre dans son ouvrage est « Comment et grâce à quelle forme de gouvernement l'État romain a réussi à dominer la terre entière en si peu de temps ? Quel est le secret de cette supériorité ? ». Il fait un parallèle avec les Perses, les Lacédémoniens et les Macédoniens et constate qu'aucun de ces peuples n'est parvenu à une telle domination. Il a pensé en découvrir la cause dans la constitution romaine, source et garantie selon lui des forces morales de Rome que furent sa discipline militaire, son énergie et la continuité des vues du Sénat.
L’Histoire générale de la République romaine de Polybe, ou plutôt ce qui a échappé au naufrage du temps, est une source précieuse pour étudier les guerres puniques. Il y retrace en effet l'histoire de Rome depuis son invasion par les Gaulois (IVe siècle av. J.-C.) jusqu'à la conquête de Carthage, Corinthe (-146) et Numance (-133). Après la vaste introduction des deux premiers livres, le livre III présente les deux antagonistes de la deuxième guerre punique, Rome et Carthage, et relate les heurs et malheurs de « la guerre d’Hannibal ». C'est à lui que Gustave Flaubert a emprunté l'essentiel de la trame narrative de sa Salammbô.
Ayant étudié les institutions romaines, Polybe formule dans la théorie de l'anacyclose — admise par Cicéron dans le De Republica et reprise par Machiavel — sa typologie des régimes politiques. Il considère qu'il y a six formes de gouvernement :
- la royauté (régime monarchique librement accepté, gouverne par persuasion, sans violence) ;
- l'autocratie ou despotisme (pouvoir personnel et absolu) ;
- l'aristocratie (régime dans lequel les plus justes et les plus sages sont au pouvoir) ;
- l'oligarchie (dans laquelle la plupart des pouvoirs sont détenus par une petite partie de la société) ;
- la démocratie (quand la volonté de la majorité est souveraine et qu'il y a obéissance aux lois) ;
- l'ochlocratie (si la masse a tous les pouvoirs pour imposer tous ses désirs).

Selon sa théorie cyclique de la succession des régimes politiques, le gouvernement d'un seul (royauté) dégénère en despotisme. Celui-ci entraîne le renversement de la royauté par une alliance entre le peuple et les puissants qui instaure l'aristocratie, qui dégénère elle-même en oligarchie, entraînant la colère du peuple, qui punit les abus et instaure une démocratie. Cette dernière dégénère en ochlocratie lorsque la majorité recourt à la force pour imposer son point de vue, entraînant le recours à un homme fort qui instaure une royauté et inaugure un nouveau cycle.
Le meilleur régime, selon lui, est celui qui combine les caractéristiques des trois principaux. Pour Polybe, les consuls romains ont un pouvoir de type monarchique, le Sénat a un pouvoir de type aristocratique et le peuple des citoyens possède, lui, un pouvoir de type démocratique.

#### Théorie et méthode historique
La méthode de Polybe nous est facilement accessible, puisqu'il en fait lui-même l'exposé dans les préfaces des livres I et III ainsi que dans d’autres préfaces, ainsi que dans des digressions et même dans le livre XII en entier, qu’on peut considérer comme un traité de critique historique. Il commente les autres historiens grecs dont il ne faut pas reproduire les erreurs. Il parle peu d'Hérodote, de Thucydide, ou de Xénophon, qu’il trouve dépassés. En revanche, il connaît bien les auteurs du IVe et IIIe siècles : Éphore, Théopompe, Callisthène, Timée de Tauroménion (l'archétype de l'historien de bibliothèque ignorant tout de la stratégie et de la politique), Phylarque. Il reproche ainsi à Éphore, Théopompe et Callisthène leur « nullité » concernant les faits militaires. De fait, Polybe est un solide commandant militaire rompu à l’art de la guerre. Il veut donc que son livre soit utile aux chefs d’armée et aux généraux.
Polybe fait montre d’un solide esprit scientifique et logique : il aime la corrélation entre les faits, les systèmes de causalités multiples, il n’aime ni les récits simples, ni les récits nus et dénués de commentaires analytiques. Il rejette l’histoire pittoresque ou trop émouvante. Il aime le comment, le quand, le pourquoi, il cherche à identifier les agents responsables d’un fait et les buts des actions. Pour lui, l’histoire doit être explicative et son écriture doit répondre à un but fixé en amont.
Aussi, selon Polybe, l’historien ne doit pas seulement expliquer, mais prouver que son explication est vraie : pour Polybe, l’histoire doit être démonstrative, il faut administrer la preuve de ce qu’on avance. Il doit mettre sous les yeux du lecteur les preuves de ses arguments et réfuter les thèses contraires. Polybe le fait d’ailleurs à plusieurs reprises pour critiquer certains de ses contemporains. Le premier souci de Polybe est donc de construire une armature logique dans laquelle les faits viennent se loger et s’organiser en suite de corrélations.
Dans le livre VI des Histoires, par exemple, sa présentation de la constitution romaine fait directement suite à la présentation du concept d’anacyclose, schéma de succession des régimes politiques : la monarchie fondée sur la force donne naissance à la royauté fondée sur le droit, qui dégénère en tyrannie, qui est remplacée par l’aristocratie qui se dévoie en oligarchie, renversée par la démocratie qui se dévoie en ochlocratie, entraînant le désordre populaire qui se résorbe grâce à un nouveau monarque. Une des sources d’inspiration de ce cycle est en fait l’histoire de Rome.
C’est aussi ce goût de la construction logique en amont qui l’amène à imaginer un modèle pour expliquer les origines des guerres. Il identifie, un peu à la manière de Thucydide, une triade étiologique formée par la cause profonde, le commencement et enfin le prétexte. Les causes sont chez Polybe de l’ordre de la psychologie : il s'agit de jugements, de conceptions, de plans, de sentiments, de raisonnements. Derrière les causes immédiates, le bon historien doit selon Polybe discerner les causes déterminantes, c'est-à-dire celles qui ont un caractère permanent et profond : religions, constitutions, puissance économique, organisation militaire. On pourrait ainsi le considérer comme un tenant d’un « intellectualisme historique », à l’opposé du « matérialisme historique » moderne. Dans ce cadre, la psychologie des acteurs du récit est prépondérante chez Polybe.
Au cœur de la méthode historique de Polybe, il y a donc une tentative de synthèse : chaque fait n’a de valeur que dans un ensemble formant système dont Polybe pense avoir saisi l’architecture,. Il semble donc pouvoir se rattacher à des principes fondamentaux de l'histoire en tant que science, impliquant une forme de respect de la vérité voulu comme absolu, une recherche rigoureuse des documents, ainsi qu'une solide connaissance de la géographie et des affaires politiques du temps,.

## Jugements et postérité

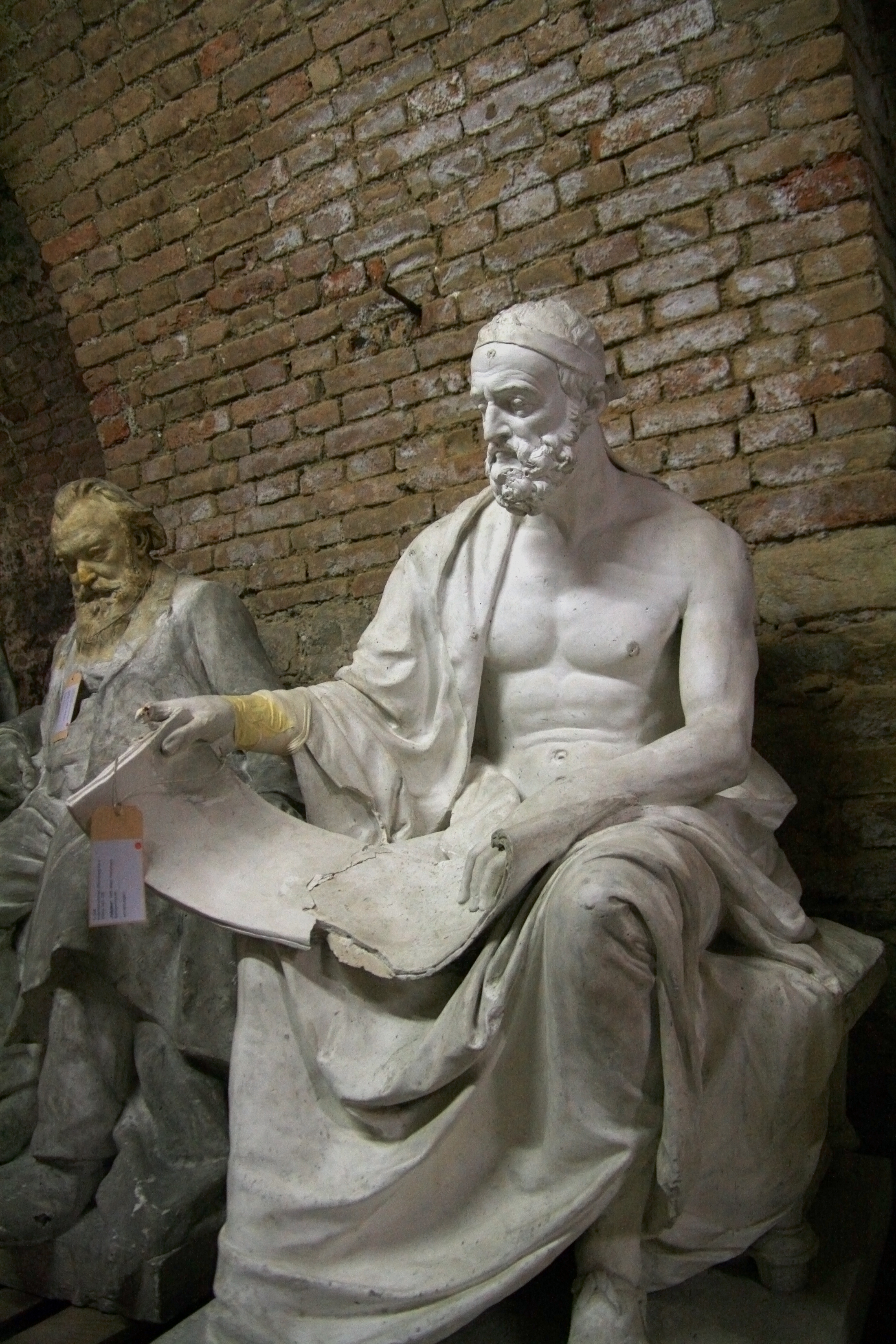
Statue contemporaine représentant Polybe, Vienne.

Polybe est l’héritier de Thucydide par son exigence de causalités rationnelles, la primauté accordée aux événements politiques et militaires, et son dédain de l’anecdote et du pathétique. Les travaux de Polybe sont loués pour leur rigueur, le refus d’invoquer les interventions des dieux dans les phénomènes historiques, ainsi que la méthode utilisée : prospective rigoureuse, éloignant les effets de manche au profit de l’exactitude et de l’objectivité sèche, ce qui explique en partie son style pauvre et son vocabulaire chargé de termes abstraits. Il adopte, comme Timée de Tauroménion avant lui, le comput par Olympiades, grille chronologique commune qui est un acquis de l’historiographie hellénistique.
Il se distingue par l’exactitude des faits, son jugement sûr et son impartialité. Historien philosophe, il scrute les causes et les ressorts des événements ; il fait comprendre les opérations diplomatiques ou militaires ; il révèle les caractères, étudie les psychologies, laisse leur place aux mœurs, talents et fautes des hommes politiques. On peut dire qu’il a été l’historien des hommes d'État et des hommes de guerre, mais sans ignorer totalement l’état des peuples et des pays. Ce rationalisme n'exclut cependant pas le recours par Polybe au principe métaphysique de la tychè (en grec ancien τύχη), la « fortune », cette nécessité transcendantale qui oriente les événements dans le sens d’une finalité prédéterminée : sur ce point, il s’apparente à Hérodote.
La postérité a pillé l'œuvre de Polybe, comme le fit en particulier Tite-Live, et ses continuateurs au Ier siècle av. J.-C. furent Posidonios d’Apamée et Strabon, bien que l’ambition rigoureuse et universelle de sa méthode ait excédé les forces des historiens de l'époque romaine. Ce sont surtout les historiens modernes du XIXe siècle qui ont reconnu en lui un précurseur. Pour Pierre Briant, au XXe siècle, la grande leçon de Polybe à l'historien réside dans son appel à s'inscrire dans la longue durée : « un règne illustre et un événement décisif s'inscrivent dans une histoire qui plonge ses racines dans un passé fécond. Polybe en était parfaitement conscient lorsque, dans l'introduction de son Histoire, il exposait à ses lecteurs la nécessité de remonter haut dans le temps pour comprendre comment « l'État romain a pu, chose sans précédent, étendre sa domination à presque toute la terre habitée, et cela en moins de cinquante-trois ans ». Et il poursuivait : « de cette façon, lorsqu'on entrera dans le vif de mon sujet, on ne sera pas en peine pour comprendre comment les Romains ont arrêté leurs plans, quels étaient les moyens militaires et les ressources matérielles dont ils disposaient quand ils se sont engagés dans cette entreprise qui leur a permis d'imposer leur loi sur mer comme sur terre et dans toutes nos régions » ».
L’historien Démétrios de Byzance pourrait être une des sources de Polybe pour l’histoire de Byzance.

## Carré de Polybe
Polybe est le créateur d'un des premiers outils utiles en télégraphie : celui-ci associe aux caractères alphabétiques un signalement à l'aide d'un système de numération, appelé « le carré de Polybe ». Cette invention touche également aux manipulations cryptographiques et à la stéganographie.
|   | 1 | 2 | 3 | 4   | 5 |
| - | - | - | - | --- | - |
| 1 | A | B | C | D   | E |
| 2 | F | G | H | I/J | K |
| 3 | L | M | N | O   | P |
| 4 | Q | R | S | T   | U |
| 5 | V | W | X | Y   | Z |

Les lettres de l'alphabet sont disposées de gauche à droite et de haut en bas dans un carré de 5 colonnes et de 5 lignes. Cinq chiffres sont ensuite alignés en haut du carré et cinq chiffres sont alignés sur le côté gauche. La lettre peut être déduite en croisant les deux nombres le long de la grille du carré. Dans Les Histoires, il précise comment ce chiffrement pourrait être utilisé dans des signaux utilisant des torches : des messages à longue distance peuvent être envoyés au moyen de torches levées et abaissées pour signifier la colonne et la ligne de chaque lettre. Cela représente un grand pas en avant par rapport aux signalisations précédentes, qui ne peuvent envoyer que des codes préétablis (exemple : l'action « si nous allumons un feu » signifie que « l'ennemi est arrivé »).

## Éditions

### Texte grec
- Polybii Historiae. Ed. Theodor Büttner-Wobst (de). 5 vols. Leipzig, B.G. Teubner, 1889–1905.
- Polybe. Histoires. Paris, Les belles lettres (Collection Budé). 1961–.
  - Tome I: Introduction générale. Livre I. Texte établi et traduit par Paul Pédech. 1969.
  - Tome II: Livre II. Texte établi et traduit par Paul Pédech. 1970.
  - Tome III: Livre III. Texte établi et traduit par Jules Albert de Foucault. 1971. Nouvelle édition revue et corrigée, traduction d’Éric Foulon et commentaire de Michel Molin. 2004.
  - Tome IV: Livre IV. Texte établi et traduit par Jules Albert de Foucault. 1972.
  - Tome V: Livre V. Texte établi et traduit par Paul Pédech. 1977.
  - Tome VI: Livre VI. Texte établi et traduit par Raymond Weil avec la collaboration de Claude Nicolet. 1977.
  - Tome VII: Livres VII–IX. Texte établi et traduit par Raymond Weil. 1982.
  - Tome VIII: Livres X–XI. Texte établi et traduit par Éric Foulon (X) et Raymond Weil (XI). 1990.
  - Tome IX: Livre XII. Texte établi et traduit par Paul Pédech. 1961.
  - Tome X: Livres XIII–XVI. Texte établi par Éric Foulon. Traduit par Raymond Weil. Avec la contribution de P. Cauderlier. 1995.
  - Tome XII: Livres XXII–XXIX. Texte établi et traduit par Éric Foulon. Commenté par Michel Molin. 2024.

### Traductions
- Polybe (trad. Pierre Du Ryer), Les Histoires de Polybe, avec les fragmens ou extraits du mesme autheur, contenant la plupart des ambassades, Paris, Chez Augustin Courbé, 1655 (lire en ligne).
- Polybe (trad. Denis Roussel), Histoire, Paris, Éditions Gallimard, coll. « Quarto », 2003, 1504 p. (ISBN 978-2-07-073539-6).